# Buitreraptor
Buitreraptor (namnet betyder "Gamrövare"), släkte med små dinosaurier påträffade i Argentina, Sydamerika. Buitreraptor var en theropod inom familj Dromaeosauridae, och nära släkt med de mer välkända Velociraptor och Deinonychus. Buitreraptor var en av de första Dromaeosauriderna som påträffades i Sydamerika (andra Dromaeosaurider från Sydamerika är bland annat Unenlagia, Austroraptor och Neuquenraptor), och har fått forskarna som upptäckte släktet att hävda att familj Dromaeosauridae utvecklades i början av Juraperioden (cirka 180 milj. år sedan), och inte under yngre Krita. Upptäckten av Buitreraptor har även fått forskare att spekuklera i om flygförmåga kan ha utvecklats 2 gånger, oberoende av varandra, hos fåglar och hos Dromaeosaurider. Buitreraptor tros ha levt någon för omkring 95 - 90 milj. år sedan under Turonian-skedet, och är känd från 4 inkompletta skelett.

## Upptäckt och namn
De första fynden av Buitreraptor hittades i nordvästra Patagonien av bröderna Jorges och Fabian Gonzales. År 2004 började en utgrävning, ledd av Peter Makovicky och Sebastián Apesteguia, då man hittade ett par skelett. Under en fortsatt utgrävning i januari 2005 hittade man ytterligare 2 skelett. Släktet med typart namngavs Buitreraptor Gonzalezorum. släktnamnet kommer från La Buitrera, regionen där fossilen hittades, och artnamnet Gonzalezorum uppkallades efter bröderna Gonzales. Det nya släktet presenterades på omslaget till vetenskapsjournalen Nature den 13 Oktober 2005.

## Beskrivning
I likhet med de flesta andra Dromaeosaurider var Buitreraptor ganska liten. Den var ungefär lika stor som en kalkon eller höna, och hade lång svans och långa ben, vilket troligen gjorde den till en snabb och smidig springare. Tå II på vardera foten var extra smidig och uppfällbar, typiskt för Dromaeosaurider och deras närmaste släktingar. Buitreraptor's fotklor var dock mindre och inte lika krökta som hos andra släkten. Frambenen var långa och smidiga, och slutade i händer med tre fingrar var med klor. Fingrarna var i förhållande till underarmsbenet relativt kortare än hos andra Dromaeosaurider, och fingrarna var nästan jämnlånga. Huvudet var utrustat med stora ögon, och nospartiet var med Dromaeosauriders mått mätt osedvanligt långt och smalt. Käften var fylld med vassa tänder. I motsats till andra Dromaeosaurider var inte Buitreraptor's tänder sågtandade, utan liknade snarare nålar. Buitreraptor tros ha levt på ungefär samma sätt som den nu levande sekreterarfågeln Man tror att den levde på mindre kräldjur och däggdjur, som den fångade med sina nålliknande tänder eller greppade med frambenen.

## Fjädrar
Det finns inga fossila fynd som visar att Buitreraptor hade fjädrar. Man har dock påträffat släktingar till Buitreraptor (såsom Microraptor och Sinornithosaurus), som är kända från fossil med bevarade fjädrar. Eftersom dess nära släktingar hade fjädrar, är det troligt att buitreraptor också hade det. Enligt Apesteguia är det lika självklart som om man skulle rekonstruera en utdöd apa med päls på kroppen, eftersom alla modena apor har päls.

## Taxonomi och fylogeni
Buitreraptor tillhörde Dromaeosauridae, en familj med dinosaurier inom underordningen theropoda som tros vara nära besläktade med dagens fåglar. Den tillhörde underfamiljen Unenlagiinae, en grupp Dromaeosaurider som är mest kända från Sydamerika, men också från Madagaskar.
Dromaeosauriderna har länge betraktats som nära släktingar till fåglar, och de har ofta betraktats som en systertaxon till dessa. De äldsta fåglarna man hittat fossil av dateras dock till Yngre Jura, medan fossil av Dromaeosaurider oftast påträffas i Kritaperioden. Med upptäckten av Buitreraptor har forskarna kunnat fastställa att Dromaeosauridae också fanns i Sydamerika, som tros ha legat isolerat under många miljoner år. Detta har gjort att forskarna nu anser att Dromaeosauridernas era sträcker sig längre bakåt i tiden än man tidigare anat. Sydamerika tros ha suttit ihop med de övriga kontinenterna en gång i tiden, och bildade då superkontinenten Pangaea. Pangaea tros sedan ha delat upp sig i Laurasien och Gondwana under Jura. Med upptäckten av Buitreraptor från Sydamerika ansåg upptäckarna att Dromaeosauridae dök upp innan Pangaea bröts upp - vilket skulle flytta deras era tillbaka till Äldre Juraperioden för cirka 180 milj. år sedan, enligt upptäckarna.
Fyndet av Buitreraptor har också varit föremål för diskussion bland forskare om flygförmåga kan ha utvecklats oberoende av varandra hos fåglar och Dromaeosaurider. Buitreraptor var nära besläktad med Rahonavis, en Dromaeosaurid som vissa forskare tror kunde flyga. Flygförmåga har dock inte med säkerhet kunnat fastställas hos andra Dromaeosaurider, och det har fått forskarna att föreslå att de utvecklade flygförmåga separat från fåglarna.

## Källhänvisningar
1. ↑  Dinodata.org: Buitreraptor gozanlezorum Arkiverad 5 mars 2016 hämtat från the Wayback Machine..
2. ↑  Nature volym 437, 13 Oktober 2005.
3. ↑  Makovicky, Peter J., Apesteguía, Sebastián & Agnolín, Federico L. (2005). The earliest dromaeosaurid theropod from South America. Nature, 437: 1007–1011. doi:10.1038/nature03996
4. ↑  The Washington Post: "Oldest South American Raptor Found", 13-10-2005.
5. ↑  Feathered dinosaurs: the origin of birds (2008), P. schouten & J. A. Long, Oxford University Press, sid. 131.
6. ↑  National Geographic: "New Birdlike Dino Adds to Debate on Origins of Flight", 18-10-2005.
7. ↑  Archaeopteryx, som betraktas som den äldsta kända fågeln, tros ha levt för omkring 153 - 150 milj. år sedan under Yngre Jura.
8. ↑  Det finns dock några rapporter om fossila tänder som (med viss tveksamhet) tillförts Dromaeosaurider, påträffade i lager daterade till Jura (Benton 1993, och Xu & Zhao 1998).
9. ↑  EurekAlert!: "Newly discovered birdlike dinosaur is oldest raptor ever found in South America: Relative of Velociraptor rewrites evolutionary charts" Arkiverad 14 april 2012 hämtat från the Wayback Machine., 12-10-2005.
10. ↑  New Scientist: "Feathered flight, so good they did it twice?", 15 oktober 2005.